# Circuit du Puy de Poursay

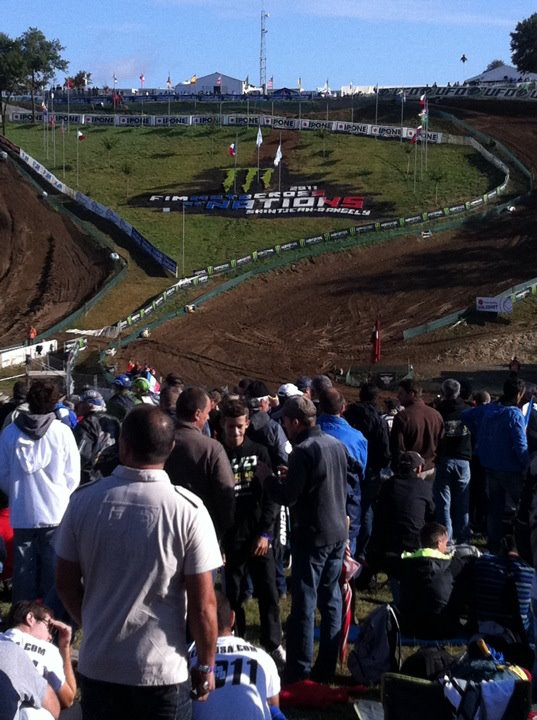
Le Motocross des nations 2011 sur le circuit du Puy de Poursay.

Le Circuit du Puy de Poursay est un circuit de moto-cross situé à Mazeray à proximité de Saint-Jean-d'Angély dans le département de la Charente-Maritime (France).
Il est réservé aux motos, quad et side-car et est utilisé pour le Grand Prix de France du championnat du monde MX1/MX2. Il a aussi connu le Motocross des nations en 2000 et 2011.
Lors de la saison 2011, les deux compétitions y sont organisées malgré le principe d'alternance qui devait donner le Grand Prix de France au Circuit Raymond Demy d'Ernée.

## Caractéristiques
Le circuit et les aménagements actuels datent de 1999 et furent utilisés pour la première fois en compétition internationale lors du Motocross des nations en 2000.
Les installations sont d'ailleurs visibles de l'Autoroute A10 dans le sens Sud-Nord quelques kilomètres avant la sortie  34 Saint-Jean-d'Angély.

## Compétitions
Cette rubrique reprend tous les vainqueurs des compétitions mondiales de moto-cross.
| Saison | Pilote vainqueur                             | Nationalité              | Catégorie               | Compétition            |
| ------ | -------------------------------------------- | ------------------------ | ----------------------- | ---------------------- |
| 1984   | Heinz Kinigadner                             | Autriche                 | 250 cm³                 | Championnat du monde   |
| 1989   | Dave Thorpe                                  | Royaume-Uni              | 500 cm³                 | Championnat du monde   |
| 1995   | Joël Smets                                   | Belgique                 | 500 cm³                 | Championnat du monde   |
| 1999   | David Vuillemin                              | France                   | 250 cm³                 | Championnat du monde   |
| 2000   | Travis Pastrana Ricky Carmichael Ryan Hughes | États-Unis               |                         | Moto-cross des nations |
| 2002   | Steve Ramon Mickaël Pichon Stefan Everts     | Belgique France Belgique | 125 cm³ 250 cm³ 500 cm³ | Championnat du monde   |
| 2004   | Stefan Everts Tyla Rattray                   | Belgique Afrique du Sud  | MX1 MX2                 | Championnat du monde   |
| 2005   | Ben Townley David Philippaerts               | Nouvelle-Zélande Italie  | MX1 MX2                 | Championnat du monde   |
| 2007   | Joshua Coppins Antonio Cairoli               | Nouvelle-Zélande Italie  | MX1 MX2                 | Championnat du monde   |
| 2008   | Sébastien Pourcel Tommy Searle               | France Royaume-Uni       | MX1 MX2                 | Championnat du monde   |
| 2010   | David Philippaerts Marvin Musquin            | Italie France            | MX1 MX2                 | Championnat du monde   |
| 2011   | Steven Frossard Tommy Searle                 | France Royaume-Uni       | MX1 MX2                 | Championnat du monde   |
| 2011   | Ryan Dungey Blake Baggett Ryan Villopoto     | États-Unis               |                         | Moto-cross des nations |
| 2012   | Antonio Cairoli Jeffrey Herlings             | Italie Pays-Bas          | MX1 MX2                 | Championnat du monde   |
| 2014   | Clément Desalle Jeffrey Herlings             | Belgique Pays-Bas        | MXGP MX2                | Championnat du monde   |
| 2016   | Romain Febvre Jeffrey Herlings               | France Pays-Bas          | MXGP MX2                | Championnat du monde   |
| 2018   | Jeffrey Herlings Jorge Prado                 | Pays-Bas Espagne         | MXGP MX2                | Championnat du monde   |
| 2019   | Tim Gajser Jorge Prado                       | Slovénie Espagne         | MXGP MX2                | Championnat du monde   |
| 2022   | Tim Gajser Tom Vialle                        | Slovénie France          | MXGP MX2                | Championnat du monde   |
| 2024   | Tim Gajser Lucas Coenen                      | Slovénie Belgique        | MXGP MX2                | Championnat du monde   |